# MPEG-4 Part 14
MPEG-4 Part 14 of MP4, formeel als ISO/IEC 14496-14:2003 is een container voor video- en audiobestanden. 